# Rudolf Schiffl
Rudolf Schiffl, född 18 augusti 1941, död 8 mars 2013, var en tysk bågskytt. Han deltog vid olympiska sommarspelen 1976.